# Borek (jezioro w woj. zachodniopomorskim)
Borek – jezioro na Wybrzeżu Trzebiatowskim, położone w woj. zachodniopomorskim, w gminie Kołobrzeg. 
Jego powierzchnia wynosi 10 ha.
Maksymalna głębokość jeziora sięga 1,8 m, a średnia głębokość jest na poziomie 0,8 m. Objętość wody w zbiorniku wynosi 80,8 tys. m³. Zwierciadło wody jeziora znajduje się na wysokości 4,0 m n.p.m.
Jeziorko porastają szuwary z okrężnicą bagienną, szuwar z pałką szerokolistną, szuwar z manną mielec, z manną jadalną. Ciek wodny okresowo wysycha.
Cenne gatunki to: bebłek błotny, przetacznik błotny, okrężnica bagienna, jaskier skąpopręcikowy, szczaw błotny, wgłębka.
Na północ od jeziora znajduje się wieś Stary Borek.